# Edouard Van Beneden
Édouard Louis Joseph Marie Van Beneden (Lovaina, 5 de març de 1846 - Lieja, 28 d'abril de 1910) era fill de Pierre-Joseph Van Beneden, va ser un embriòleg, citòleg i biòleg marí belga. Va ser professor de zoologia a la Universitat de Lieja. Ell va contribuir a la citogenètica pels seus treballs sobre el cuc intestinal Ascaris. En aquest treball va descobrir com els cromosomes s'organitzaven durant la meiosi (esdeveniment produït durant la producció de gàmetes). Van Beneden dilucidà, juntament amb Walther Flemming i Eduard Strasburger, els fets essencials de la mitosi, on, en contrast amb la meiosi, hi ha una igualtat qualitativa i quantitativa de la distribució cromosòmica de les cèl·lules filles (vegeu cariotip).

## Obres
- Édouard van Beneden Recherches sur la composition et la signification de l'œuf 1868